# Raimondo Montecuccoli

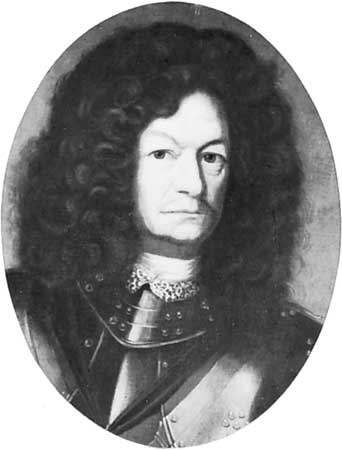
Raimondo Montecúccoli

Raimondo Montecuccoli, ook wel Raimundo Montecucculi (Pavullo nel Frignano, 21 februari 1609 - Linz, 16 oktober 1680), hertog van Melfi, was een Italiaans veldheer en ambassadeur in Oostenrijkse dienst. Volgens een Nederlandse gezant in Wenen was hij "... een geslepen, doortrapt (...) diplomaat. Hij schreef diverse boeken over krijgskunde, die al snel in diverse talen werden vertaald. Montecuccoli was een van de grondleggers van de moderne krijgskunde en de eerste in Oostenrijk die een staand leger (in tegenstelling tot een huurleger) creëerde. Toen iemand de graaf vroeg wat het meest noodzakelijke voor de juiste oorlogvoering was, antwoordde hij: "Geld, geld en nog eens geld". Montecuccoli werd als de enige generaal beschouwd die Turenne kon evenaren. Hij was de leermeester van Lodewijk Willem van Baden-Baden, bijgenaamd Türkenlouis.

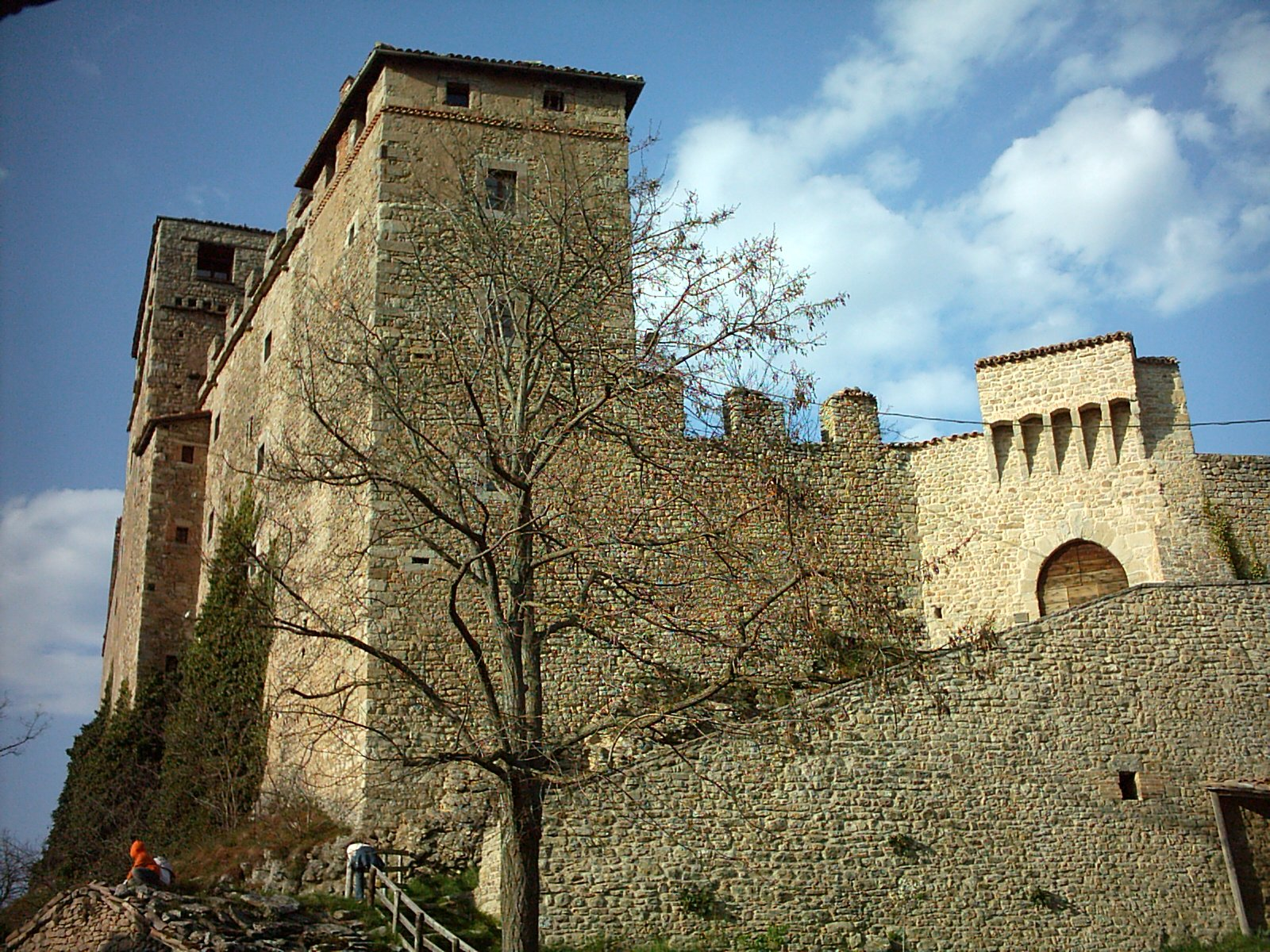
Kasteel Montecuccoli bij Modena

## Dertigjarige oorlog
Montecuccoli kwam uit een adellijke familie, afkomstig uit Ferrara en met een militaire traditie. Hij werd opgevoed door kardinaal Alessandro d'Este, een broer van de hertog van Modena. Hij begon zijn carrière rond 1625 onder zijn oom Ernesto Montecuccoli en nam deel aan de Dertigjarige Oorlog.
In augustus 1629 was Raimondo erbij toen zijn oom, die het opperbevel over het keizerlijk leger had, met zijn troepen de Veluwe binnen viel. Het plan was via Amersfoort naar Holland op te trekken om de aandacht van de stadhouder te trekken die bezig was met zijn Beleg van 's-Hertogenbosch. Op 14 augustus werd Amersfoort ingenomen maar door de Staatse inname van Wesel konden de Spaans-keizerlijke troepen moeilijker bevoorraad en moesten zich daardoor terugtrekken. De afleiding was mislukt en 's-Hertogenbosch viel een maand later. 
In 1631 werd hij door de Zweden gevangengenomen na de Slag bij Breitenfeld (1631). In 1632 raakte hij gewond tijdens de Slag bij Lützen (1632). In 1639 was hij gewond geraakt bij Mělník en werd gevangen gehouden door de Zweden in Stettin en Weimar. Hij gebruikte zijn tijd nuttig in de bibliotheek om filosofie, botanie, medicijnen, rechten en scheikunde te bestuderen en schreef sonnetten en een boek over krijgskunde. Pas in 1643 werd hij vrijgelaten.  
In 1645 werd hij benoemd in de Hofkriegsrat. Vanaf 1668 tot zijn dood in 1680 was hij president van deze raad. 

## In de oorlog tegen Zweden en de Turken

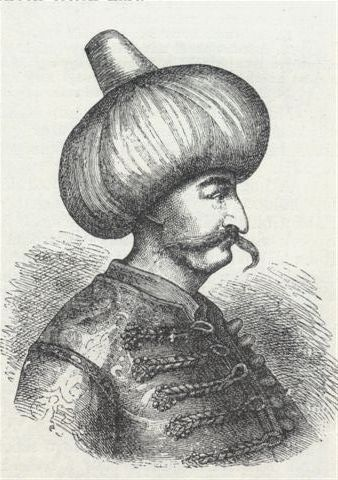
De Grootvizier Köprülü Fazıl Ahmet Pascha

- In 1654 maakte hij kennis met Christina I van Zweden, die zich in dat jaar in het geheim bekeerde tot het katholicisme in zijn aanwezigheid. Zijn bezoeken gaven aanleiding tot geruchten inzake een verhouding.
- In 1655 schreef hij in zijn dagboek over de mooie ogen van Amalia Margaretha van Brederode,[3] maar Montecuccoli trouwde in 1657 met Margarethe von Dietrichstein (1639-1676). Paus Alexander VII bood hem de kardinaalshoed aan, maar Montecuccoli weigerde.[4]
- In 1657 ondersteunde hij Jan II Casimir van Polen tijdens de Noordse Oorlog (1655-1660) tegen Zweden, dat toen de anti-katholieke Karel X van Zweden als koning had.
- In 1660 was hij betrokken bij de Vrede van Oliva. Montecuccoli werd benoemd als gouverneur van Győr, toen naar de gelijknamige rivier Raab genoemd.
- In 1664 versloeg hij als opperbevelhebber van een bijna "Europees" leger[5] Köprülü Fazıl Ahmet Pascha in de Slag bij Szentgotthárd (1664), die in 1661 Hongarije was binnengedrongen. De oorlog tegen de Turken werd beëindigd met de Vrede van Vasvár.

## Hollandse oorlog

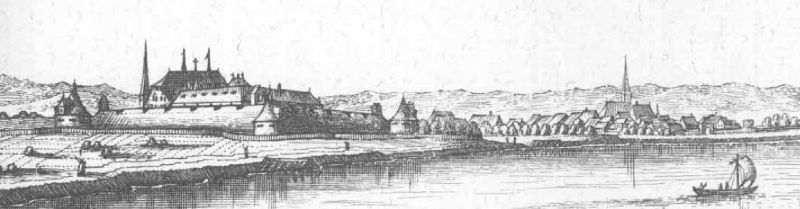
De onneembaar geachte vesting van Rüsselsheim

In 1672 nam hij samen met de Grote Keurvorst deel aan de Hollandse Oorlog. In september werden de keizerlijke troepen bij Halberstadt samengevoegd met die van de keurvorst. In november was het leger opgetrokken tot Frankfurt aan de Main. Montecuccoli traineerde de zaak, weinig overtuigd van de te volgen tactiek. Hij mocht alleen in actie komen als hij werd aangevallen. Er waren ook veel opties. Het leger kon Keulen, Bonn, Maastricht of het bisdom Luik aanvallen. Het werd een kampeerpartij nabij Rüsselsheim; iedere wijnboer had twintig soldaten onder zijn dak. Het leger is niet de Rijn overgestoken.

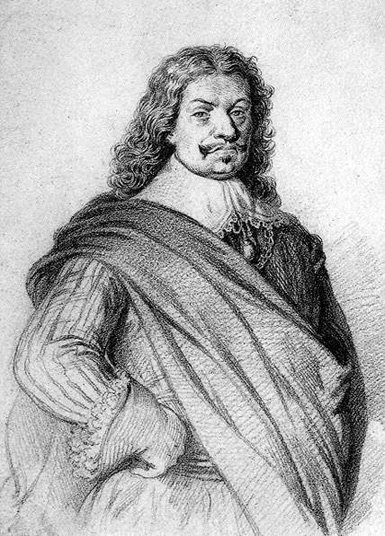
Raimondo Montecuccoli

- In februari 1673 lagen de legers weer noordelijker, nadat het domein van de Landgraaf van Hessen-Darmstadt door het leger was kaalgevreten. Montecuccoli begon onderhandelingen met Bernard van Galen, de bisschop van Münster. Lodewijk II van Bourbon-Condé viel het leger aan bij Soest (Westfalen). Maarschalk Turenne viel het stadje Unna aan, waardoor de geallieerde legers uit elkaar kwamen te liggen. Montecuccoli vertrok naar Wenen, omdat keizer Leopold I belette Westfalen aan te vallen. Montecuccoli wist dat daardoor de veldtocht tot mislukken gedoemd was en meldde zich ziek.[7]
- In augustus werd steeds duidelijker dat een keizerlijke aanval noodzakelijk was. Er werd een leger geformeerd van 30.000 man onder bevel van... Montecuccoli.

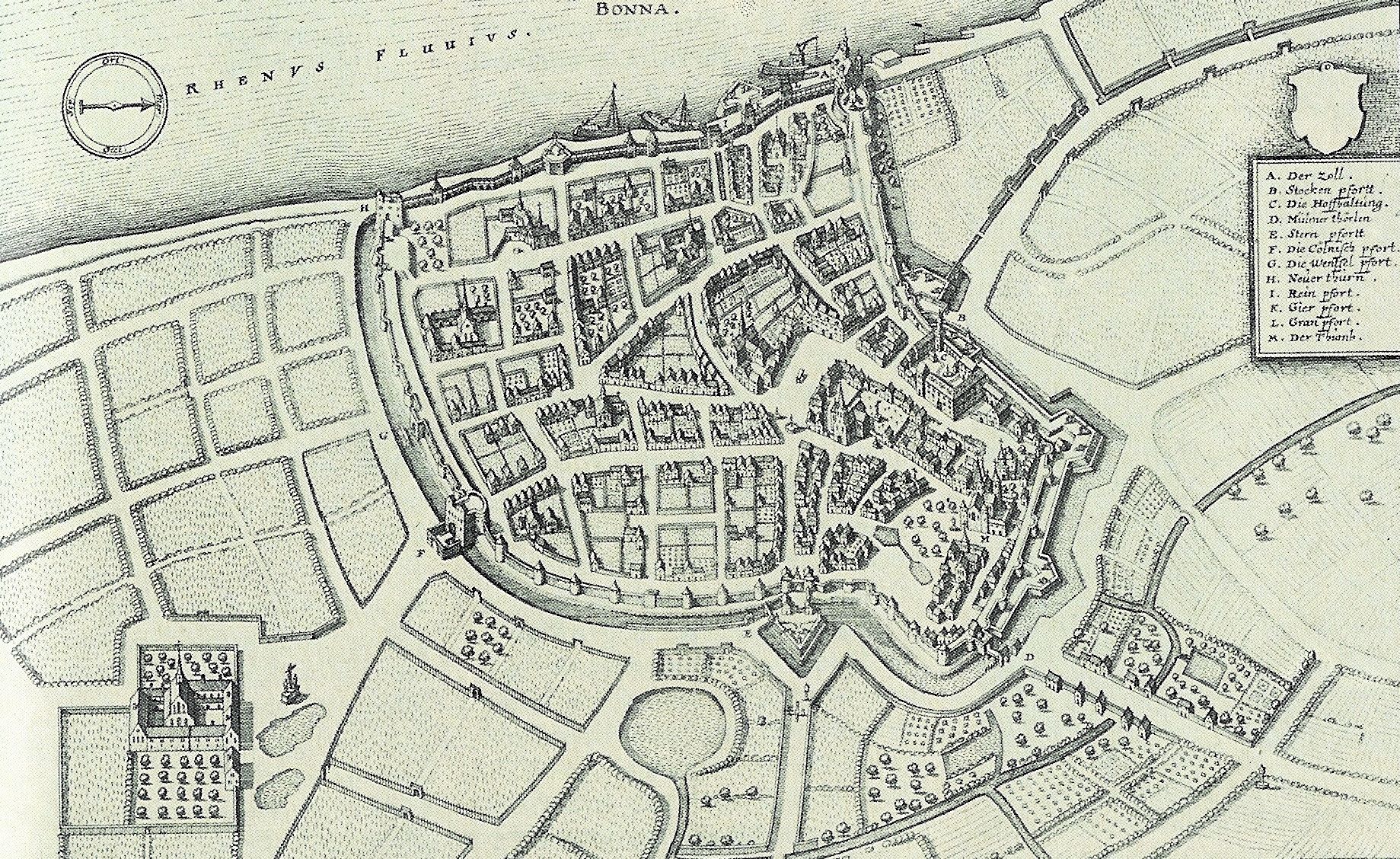
Bonn in de 17e eeuw

- Op 3 november 1673 sloeg het geallieerde leger onder leiding van stadhouder Willem III en Montecuccoli het beleg op voor de stad Bonn. Op 7 november werd met de beschieting van de stad begonnen waarna het garnizoen van de stad zich op 12 november overgaf. Door de inname van de stad werden de Franse aanvoerlijnen afgesneden en konden de Fransen hun legers in de Nederlanden niet meer via de Rijn bevoorraden. De Fransen begonnen met de ontruiming van de Republiek en hielden alleen nog Grave en Maastricht in handen.
- In 1675 stond Montecuccoli tegenover maarschalk Turenne, die echter al sneuvelde vóór de strijd was losgebrand door een verdwaalde kogel tijdens een inspectie van het terrein. Montecuccoli joeg de Franse legers achterna tot over de Rijn, maar moest voor Bourbon-Condé terugwijken.

Montecuccoli beëindigde zijn militaire carrière en zocht de omgang met geleerden; hij werd lid van de Deutsche Akademie der Wissenschaften Leopoldina. Hij overleed ten gevolge van een ongeluk.